# Plastun
Plastun (in russo Пластун?) è un insediamento di tipo urbano dell'Estremo Oriente russo (Territorio del Litorale). Fa parte del distretto Ternejskij.
L'insediamento è un porto sulla riva dell'omonima baia del mar del Giappone. Dista circa 250 km da Novopokrovka, circa 326 km da Dal'nerečensk. Vladivostok è a 610 km.